# ليال واتسون
ليال واتسون (بالإنجليزية: Lyall Watson)‏ هو عالم إنسان جنوب أفريقي، ولد في 12 أبريل 1939 في جوهانسبرغ في جنوب أفريقيا، وتوفي في 23 يونيو 2008 في غمبيا في أستراليا.

## وصلات خارجية
- ليال واتسون على موقع ديسكوغز (الإنجليزية)